# Klip
Klip és una pel·lícula sèrbia dirigida per Maja Milos. Es va estrenar el 12 d'abril de 2012. L'actriu Isidora Simijonovic encarna Jasna, una pobre noia belgradenca que practica regularment comportaments perillosos i hedonistes. La pel·lícula va estar marcada per la polèmica donat el contingut sexual explícit i pel fet que 
Simijonovic tenia només catorze anys durant el rodatge. Arran d'aquest fet, la pel·lícula va ser prohibida a Rússia. La pel·lícula s'enquadra en el gènere drama.

## Argument
A Belgrad, actualment. Jasna és una alumna d'institut desenfrenada, que beu molt i que surt de discoteca tots els vespres amb les seves amigues. La seva mare, cansada pel comportament de la seva filla i un marit moribund, està a punt d'un atac de nervis. Però Jasna se'n burla, massa ocupada a seduir Djole, un noi del liceu popular però violent, i entra així en una espiral descontrolada que grava compulsivament amb el seu telèfon mòbil.
Segons Maja Milos, la directora i guionista, la pel·lícula pretén "posar sobre la taula la problemàtica adolescent a l'Europa de l'Est" i "generar un debat que faci comprendre millora els joves d'avui per poder ajudar-los".

## Repartiment
- Isidora Simijonovic en el paper de Jasna
- Vukasin Jasnic en el paper de Djordje Djole Tosic
- Sanja Mikitisin en el paper de Jasnina majka
- Jovo Maksic en el paper de Jasnin otac
- Monja Savic en el paper de Marija
- Katarina Pesic en el paper de Ivana
- Sonja Janicic en el paper de Sanja
- Jovana Stojiljkovic en el paper de Tanja
- Vladimir Gvojic en el paper de Crni
- Nikola Dragutinovic en el paper de Sone

## Premis
- KNF Award al Festival Internacional de Cinema de Rotterdam (2012, guanyadora)[4]
- Tiger Award al Festival Internacional de Cinema de Rotterdam (2012, guanyadora)[4]